# Ann Sophie
Ann Sophie Dürmeyer, dite Ann Sophie, née le 1er septembre 1990 à Londres, est une chanteuse allemande.
Elle est née en Angleterre de parents allemands qui sont peu après retournés dans leur pays à Hambourg, où elle a passé ses premières années. Par la suite elle est revenue au Royaume-Uni pour faire ses études secondaires dans une école privée méthodiste au Pays de Galles.
Le 5 mars 2015, elle participe à la finale nationale Unser Song für Österreich, qui sélectionnait le représentant de l'Allemagne au Concours Eurovision de la chanson 2015 à Vienne, en Autriche. Elle se place 2e derrière Andreas Kümmert, mais celui-ci refusa son titre et le céda à Ann Sophie, qui fut alors désignée comme représentante du pays avec la chanson Black Smoke (Fumée noire).
Qualifiée directement pour la finale du 23 mai 2015, elle ne remportera aucun point, se plaçant dernière ex aequo avec l'Autriche à la 26e place.